# Lasius psammophilus
Lasius psammophilus es una especie de hormiga del género Lasius, tribu, Lasiini, orden Hymenoptera. Fue descrita por Seifert en 1992.

## Distribución
Se distribuye por Turquía, Austria, Bélgica, Bulgaria, Croacia, República Checa, Dinamarca, Estonia, Francia, Alemania, Grecia, Hungría, Italia, Países Bajos, Noruega, Polonia, Rusia, Eslovaquia, Eslovenia, España, Suecia, Suiza y Reino Unido.

## Hábitat
Habita en nidos, la hojarasca, debajo de piedras y rocas, árboles podridos y vegetación baja. Se ha encontrado a elevaciones de 1-2000 metros.